# Manfred Wolf
Manfred Wolf (ur. 11 stycznia 1948 w Steinbach-Hallenberg) – niemiecki skoczek narciarski reprezentujący NRD.

## Kariera
W 1969 pobił rekord świata w długości lotu narciarskiego skacząc na mamuciej skoczni w Planicy (165 m). Swoje największe sukcesy odniósł w 1972, kiedy to zajął piąte miejsce na Igrzyskach Olimpijskich w Sapporo oraz szóste miejsce w Mistrzostwach Świata w Lotach w Planicy. W czasie swojej kariery reprezentował klub ASK Vorwärts Oberhof.

## Osiągnięcia

### Igrzyska olimpijskie
| Miejsce | Dzień     | Rok  | Miejscowość | Konkurs                         | Wynik     | Strata    | Zwycięzca        |
| ------- | --------- | ---- | ----------- | ------------------------------- | --------- | --------- | ---------------- |
| 38.     | 6 lutego  | 1972 | Sapporo     | Skocznia normalna indywidualnie | 244.2 pkt | -49.2 pkt | Yukio Kasaya     |
| 5.      | 11 lutego | 1972 | Sapporo     | Skocznia duża indywidualnie     | 219.9 pkt | -4.8 pkt  | Wojciech Fortuna |

### Mistrzostwa świata w lotach
| Miejsce | Dzień     | Rok  | Miejscowość | Konkurs            | Wynik     | Strata    | Zwycięzca      |
| ------- | --------- | ---- | ----------- | ------------------ | --------- | --------- | -------------- |
| 6.      | 19 lutego | 1972 | Planica     | Loty indywidualnie | 427.5 pkt | -66.0 pkt | Walter Steiner |